# Handbal la Jocurile Olimpice de vară din 1936
Competiția de handbal în 11 jucători de la Jocurile Olimpice de vară din 1936 a fost prima apariție a acestei discipline sportive la Jocurile Olimpice. Competiția a avut loc în aer liber, pe terenuri de sport, și la ea au luat parte șase echipe. Întrecerea s-a desfășurat doar la masculin, între 6 și 14 august 1936.

## Stadioane
- Polizeistadion, Berlin (meciurile Grupei A și primele două meciuri din runda finală)
- Berliner Sport-Verein 1892 e.V., Berlin (meciurile Grupei B și meciul pentru locurile 5-6)
- Stadionul Olimpic, Berlin (ultimele patru meciuri din runda finală)

| Berlin         | Berlin            | Berlin            |
| -------------- | ----------------- | ----------------- |
| Polizeistadion | Berliner SV 1892  | Stadionul Olimpic |
|                |                   |                   |
|                |                   | 100.000 de locuri |
|                | Inaugurat în 1892 | Inaugurat în 1936 |

## Echipe participante
Un total de șase echipe a luat parte la competiție:
| Austria       |
| Elveția       |
| Germania      |
| România       |
| Statele Unite |
| Ungaria       |

## Format
Cele șase echipe au fost împărțite în două grupe de câte trei. Fiecare echipă dintr-o grupă a jucat câte un meci împotriva celorlalte două formații din grupa sa, în total câte două meciuri de fiecare. Echipele naționale clasate pe primele două locuri în fiecare grupă au avansat în runda finală, în timp ce selecționatele clasate pe locurile trei au jucat un meci una împotriva celeilalte, pentru stabilirea echipelor de pe locurile 5 și 6.
În runda finală, fiecare națională a jucat câte un meci împotriva celorlalte trei echipe, în total câte trei meciuri de fiecare. Clasamentul final s-a stabilit în funcție de punctele acumulate de fiecare formație în aceste trei meciuri.

### Distribuție
| Grupa 1       | Grupa 1 |
| ------------- | ------- |
| Germania      |         |
| Statele Unite |         |
| Ungaria       |         |

| Grupa a 2-a | Grupa a 2-a |
| ----------- | ----------- |
| Austria     |             |
| Elveția     |             |
| România     |             |

## Faza grupelor preliminare
Echipele clasate pe primele două locuri din fiecare grupă s-au calificat în faza superioară a competiției.
|  | Echipele calificate în runda finală |

### Grupa A
| Echipa        | M | V | E | Î | GM | GP | G   | Pct |
| ------------- | - | - | - | - | -- | -- | --- | --- |
| Germania      | 2 | 2 | 0 | 0 | 51 | 1  | +50 | 4   |
| Ungaria       | 2 | 1 | 0 | 1 | 7  | 24 | −17 | 2   |
| Statele Unite | 2 | 0 | 0 | 2 | 3  | 36 | −33 | 0   |

| 6 august 1936 17:15 | Germania  | 22 - 0 | Ungaria | Polizeistadion, Berlin Arbitri: Wessely, Karge, Scheibel |
| 6 august 1936 17:15 | Baumann 7 | (14-0) |         | Polizeistadion, Berlin Arbitri: Wessely, Karge, Scheibel |
| 6 august 1936 17:15 | Cronică   |        |         | Polizeistadion, Berlin Arbitri: Wessely, Karge, Scheibel |

| 7 august 1936 17:20 | Ungaria | 7 - 2 | Statele Unite | Polizeistadion, Berlin Arbitri: Urech, Hütter, Wittschuß |
| 7 august 1936 17:20 | (4-1)   |       |               | Polizeistadion, Berlin Arbitri: Urech, Hütter, Wittschuß |
| 7 august 1936 17:20 | Cronică |       |               | Polizeistadion, Berlin Arbitri: Urech, Hütter, Wittschuß |

| 8 august 1936 17:15 | Germania   | 29 - 1 | Statele Unite | Polizeistadion, Berlin Arbitri: Schwab, Karge, Scheibel |
| 8 august 1936 17:15 | Berthold 8 | (17-0) | Kaylor 1      | Polizeistadion, Berlin Arbitri: Schwab, Karge, Scheibel |
| 8 august 1936 17:15 | Cronică    |        |               | Polizeistadion, Berlin Arbitri: Schwab, Karge, Scheibel |

### Grupa B
| Echipa  | M | V | E | Î | GM | GP | G   | Pct |
| ------- | - | - | - | - | -- | -- | --- | --- |
| Austria | 2 | 2 | 0 | 0 | 32 | 6  | +26 | 4   |
| Elveția | 2 | 1 | 0 | 1 | 11 | 20 | −9  | 2   |
| România | 2 | 0 | 0 | 2 | 9  | 26 | −17 | 0   |

| 6 august 1936 17:15 | Austria   | 18 - 3 | România     | Berliner Sport-Verein 1892 e.V., Berlin Arbitri: Stühmer, Ackermann, Weiland |
| 6 august 1936 17:15 | Kiefler 6 | (5-1)  | Kirschner 2 | Berliner Sport-Verein 1892 e.V., Berlin Arbitri: Stühmer, Ackermann, Weiland |
| 6 august 1936 17:15 | Cronică   |        |             | Berliner Sport-Verein 1892 e.V., Berlin Arbitri: Stühmer, Ackermann, Weiland |

| 7 august 1936 17:15 | Elveția | 8 - 6 | România | Berliner Sport-Verein 1892 e.V., Berlin Arbitri: Kovács, Frank, Grosse |
| 7 august 1936 17:15 | (5-2)   |       |         | Berliner Sport-Verein 1892 e.V., Berlin Arbitri: Kovács, Frank, Grosse |
| 7 august 1936 17:15 | Cronică |       |         | Berliner Sport-Verein 1892 e.V., Berlin Arbitri: Kovács, Frank, Grosse |

| 8 august 1936 17:15 | Austria  | 14 - 3 | Elveția   | Berliner Sport-Verein 1892 e.V., Berlin Arbitri: Schwinietrki, Immel, Weiland |
| 8 august 1936 17:15 | Krejci 4 | (8-2)  | Schäfer 2 | Berliner Sport-Verein 1892 e.V., Berlin Arbitri: Schwinietrki, Immel, Weiland |
| 8 august 1936 17:15 | Cronică  |        |           | Berliner Sport-Verein 1892 e.V., Berlin Arbitri: Schwinietrki, Immel, Weiland |

## Meciul pentru locurile 5-6
Statele Unite și România s-au clasat pe ultimele locuri în grupele preliminare A, respectiv B, nereușind să obțină niciun punct. Ele au disputat, pe 10 august 1936, un meci pentru stabilirea locurilor 5 și 6 din clasamentul final.
| 10 august 1936 11:00 | România | 10 - 3 | Statele Unite | Berliner Sport-Verein 1892 e.V., Berlin Arbitri: Ackermann, Lindner, Heide |
| 10 august 1936 11:00 | (4-0)   |        |               | Berliner Sport-Verein 1892 e.V., Berlin Arbitri: Ackermann, Lindner, Heide |
| 10 august 1936 11:00 | Cronică |        |               | Berliner Sport-Verein 1892 e.V., Berlin Arbitri: Ackermann, Lindner, Heide |

## Runda finală
Echipele clasate pe primele două locuri în fiecare grupă au avansat în runda finală, unde fiecare a jucat câte un meci împotriva celorlalte trei echipe, în total câte trei meciuri de fiecare. Clasamentul final s-a stabilit în funcție de punctele acumulate de fiecare formație în aceste trei meciuri.
| Echipa   | M | V | E | Î | GM | GP | G   | Pct |
| -------- | - | - | - | - | -- | -- | --- | --- |
| Germania | 3 | 3 | 0 | 0 | 45 | 18 | +27 | 6   |
| Austria  | 3 | 2 | 0 | 1 | 28 | 23 | +5  | 4   |
| Elveția  | 3 | 1 | 0 | 2 | 22 | 32 | −10 | 2   |
| Ungaria  | 3 | 0 | 0 | 3 | 18 | 40 | −22 | 0   |

| 10 august 1936 16:00 | Germania  | 19 - 6 | Ungaria | Polizeistadion, Berlin Arbitri: Schwab, Urech, Weiland |
| 10 august 1936 16:00 | Theilig 7 | (11-3) | Salgó 4 | Polizeistadion, Berlin Arbitri: Schwab, Urech, Weiland |
| 10 august 1936 16:00 | Cronică   |        |         | Polizeistadion, Berlin Arbitri: Schwab, Urech, Weiland |

| 10 august 1936 | Austria | 11 - 6 | Elveția | Polizeistadion, Berlin Arbitri: Müller, Schellenberger, Schultz |
| 10 august 1936 | (6-3)   |        |         | Polizeistadion, Berlin Arbitri: Müller, Schellenberger, Schultz |
| 10 august 1936 | Cronică |        |         | Polizeistadion, Berlin Arbitri: Müller, Schellenberger, Schultz |

| 12 august 1936 15:00 | Austria | 11 - 7 | Ungaria | Stadionul Olimpic, Berlin Arbitri: Ackermann, Müller, Urech |
| 12 august 1936 15:00 | Volak 4 | (5-2)  | Fodor 4 | Stadionul Olimpic, Berlin Arbitri: Ackermann, Müller, Urech |
| 12 august 1936 15:00 | Cronică |        |         | Stadionul Olimpic, Berlin Arbitri: Ackermann, Müller, Urech |

| 12 august 1936 | Germania  | 16 - 6 | Elveția | Stadionul Olimpic, Berlin Arbitri: Wessely, Kovács, Schwinietzki |
| 12 august 1936 | Baumann 6 | (9-3)  |         | Stadionul Olimpic, Berlin Arbitri: Wessely, Kovács, Schwinietzki |
| 12 august 1936 | Cronică   |        |         | Stadionul Olimpic, Berlin Arbitri: Wessely, Kovács, Schwinietzki |

| 14 august 1936 15:00 | Elveția | 10 - 5 | Ungaria         | Stadionul Olimpic, Berlin Arbitri: Stühmer, Karge, Scheibel |
| 14 august 1936 15:00 | Meyer 3 | (7-2)  | Salgó, Takács 2 | Stadionul Olimpic, Berlin Arbitri: Stühmer, Karge, Scheibel |
| 14 august 1936 15:00 | Cronică |        |                 | Stadionul Olimpic, Berlin Arbitri: Stühmer, Karge, Scheibel |

| 14 august 1936 16:50 | Germania  | 10 - 6 | Austria   | Stadionul Olimpic, Berlin Asistență: 100.000 Arbitri: Urech, Kietz, Schwinietzki |
| 14 august 1936 16:50 | Theilig 5 | (5-3)  | Kiefler 3 | Stadionul Olimpic, Berlin Asistență: 100.000 Arbitri: Urech, Kietz, Schwinietzki |
| 14 august 1936 16:50 | Cronică   |        |           | Stadionul Olimpic, Berlin Asistență: 100.000 Arbitri: Urech, Kietz, Schwinietzki |

### Clasamentul final
|   | Germania      |
|   | Austria       |
|   | Elveția       |
| 4 | Ungaria       |
| 5 | România       |
| 6 | Statele Unite |

| Turneul de Handbal de la Jocurile Olimpice de vară din 1936 · Germania · Primul titlu Echipa: Karl Kreutzberg, Arthur Knautz, Willy Bandholz, Hans Keiter, Wilhelm Brinkmann, Rudolf Stahl, Fritz Spengler, Erich Herrmann, Günter Ortmann, Wilhelm Baumann, Fritz Fromm, Heinz Körvers, Wilhelm Müller, Georg Dascher, Kurt Dossin, Hermann Hansen, Edgar Reinhardt, Hans Theilig, Helmut Berthold, Alfred Klingler, Helmut Braselmann, Heinrich Keimig. · Antrenor principal: Otto Günther Kaundinya. |